# وندنهیم
وندنهیم (به فرانسوی: Vendenheim) یک کمون در فرانسه است که در Canton of Brumath واقع شده‌است.

## خصوصیات
وندنهیم ۱۵٫۸۹ کیلومترمربع مساحت و ۵٬۷۵۱ نفر جمعیت دارد و ۱۵۰ متر بالاتر از سطح دریا واقع شده‌است.